# Cookia kawauensis
Cookia kawauensis là một loài ốc biển đã tuyệt chủng, thuộc họ Turbinidae. 

## Phân bổ
Loài này được ghi nhận từng xuất hiện ở vùng biển New Zealand.